# Bulbinella elegans
Bulbinella elegans là một loài thực vật có hoa trong họ Thích diệp thụ. Loài này được Schltr. ex P.L.Perry miêu tả khoa học đầu tiên năm 1987.